# Charente-Maritime
Charente-Maritime (IPA: [ʃaˌʁɑ̃tmaʁiˈtim]) a 83 eredeti département egyike, amelyeket a francia forradalom alatt, 1790. március 4-én hoztak létre.

## Elhelyezkedése
A Franciaország nyugati részén, Új-Aquitania régióban található megyét  északról Vendée, északkeletről Deux-Sèvres, keletről Charente, délkeletről Dordogne, délről Gironde megyék, nyugatról pedig az Atlanti-óceán határolják.

## Települések
A megye legnagyobb városai 2011-ben:

| Térkép                                                                                      | Település           | Népesség (fő, 2011) |
| ------------------------------------------------------------------------------------------- | ------------------- | ------------------- |
| La Rochelle Saintes Rochefort Royan Vendée Deux-Sèvres Charente D. Gironde V. Atlanti-óceán | La Rochelle         | 74 880              |
| La Rochelle Saintes Rochefort Royan Vendée Deux-Sèvres Charente D. Gironde V. Atlanti-óceán | Saintes             | 26 011              |
| La Rochelle Saintes Rochefort Royan Vendée Deux-Sèvres Charente D. Gironde V. Atlanti-óceán | Rochefort           | 25 140              |
| La Rochelle Saintes Rochefort Royan Vendée Deux-Sèvres Charente D. Gironde V. Atlanti-óceán | Royan               | 17 875              |
| La Rochelle Saintes Rochefort Royan Vendée Deux-Sèvres Charente D. Gironde V. Atlanti-óceán | Aytré               | 8 914               |
| La Rochelle Saintes Rochefort Royan Vendée Deux-Sèvres Charente D. Gironde V. Atlanti-óceán | Saint-Jean-d’Angély | 7 669               |
| La Rochelle Saintes Rochefort Royan Vendée Deux-Sèvres Charente D. Gironde V. Atlanti-óceán | Tonnay-Charente     | 7 758               |
| La Rochelle Saintes Rochefort Royan Vendée Deux-Sèvres Charente D. Gironde V. Atlanti-óceán | Lagord              | 7 230               |
| La Rochelle Saintes Rochefort Royan Vendée Deux-Sèvres Charente D. Gironde V. Atlanti-óceán | Périgny             | 7 284               |
| La Rochelle Saintes Rochefort Royan Vendée Deux-Sèvres Charente D. Gironde V. Atlanti-óceán | Saujon              | 6 796               |

## Közigazgatás
A megye öt alprefektúrára (arrondissement) oszlik:
- Jonzac
- La Rochelle
- Rochefort
- Saint-Jean-d’Angély
- Saintes

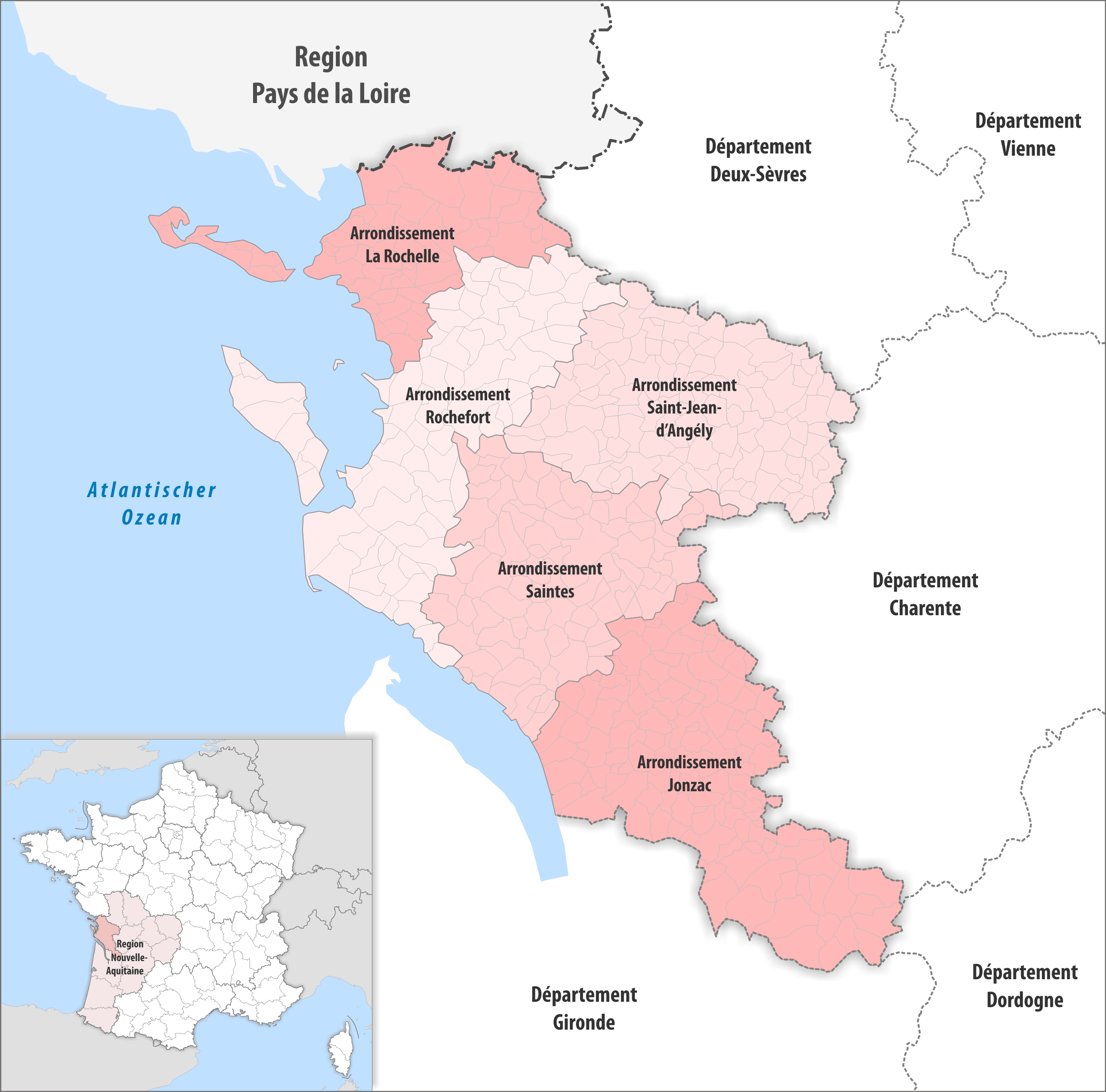
Charente-Maritime alprefektúrái
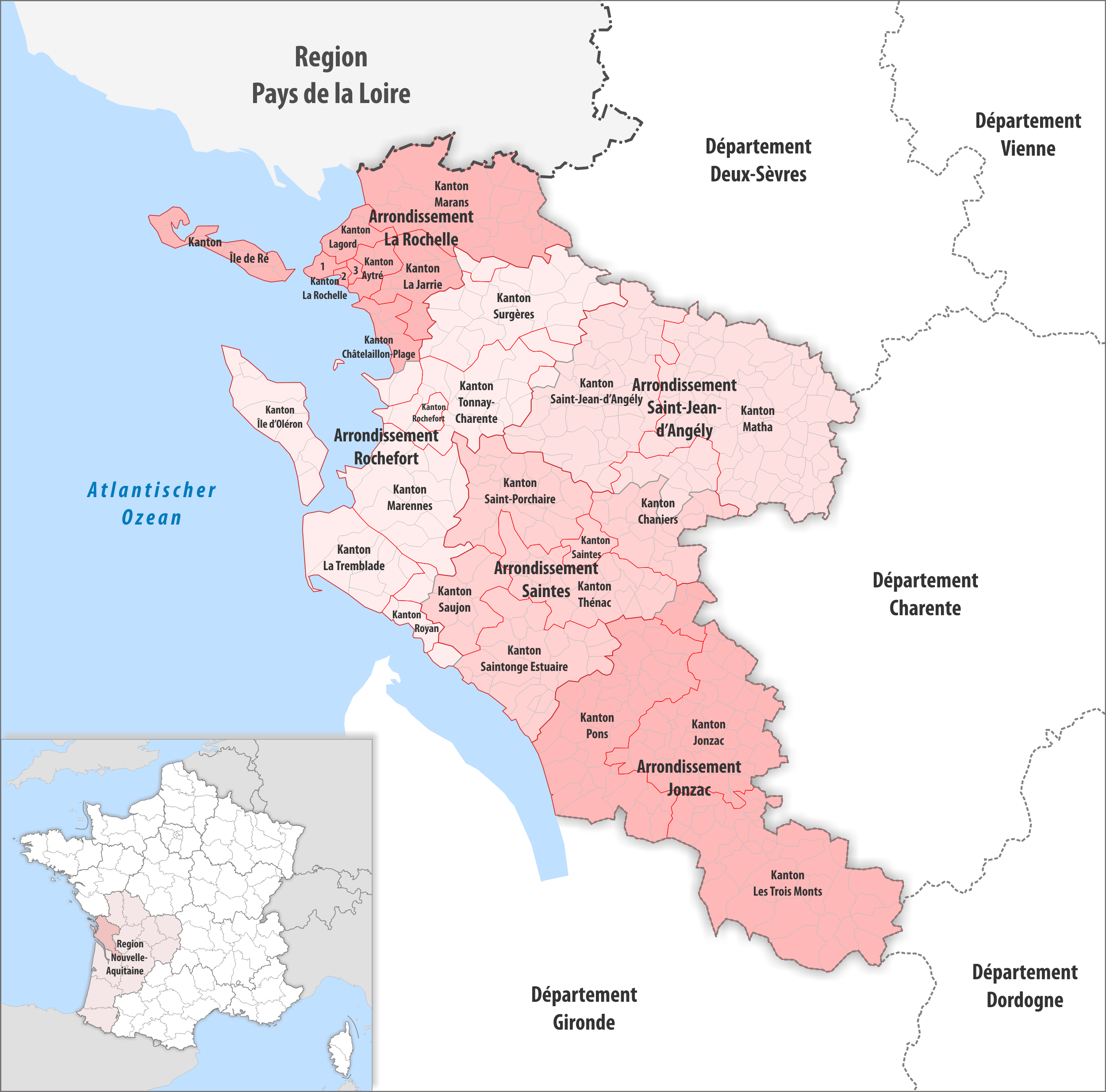
Charente-Maritime megye kantonjai

## Galéria

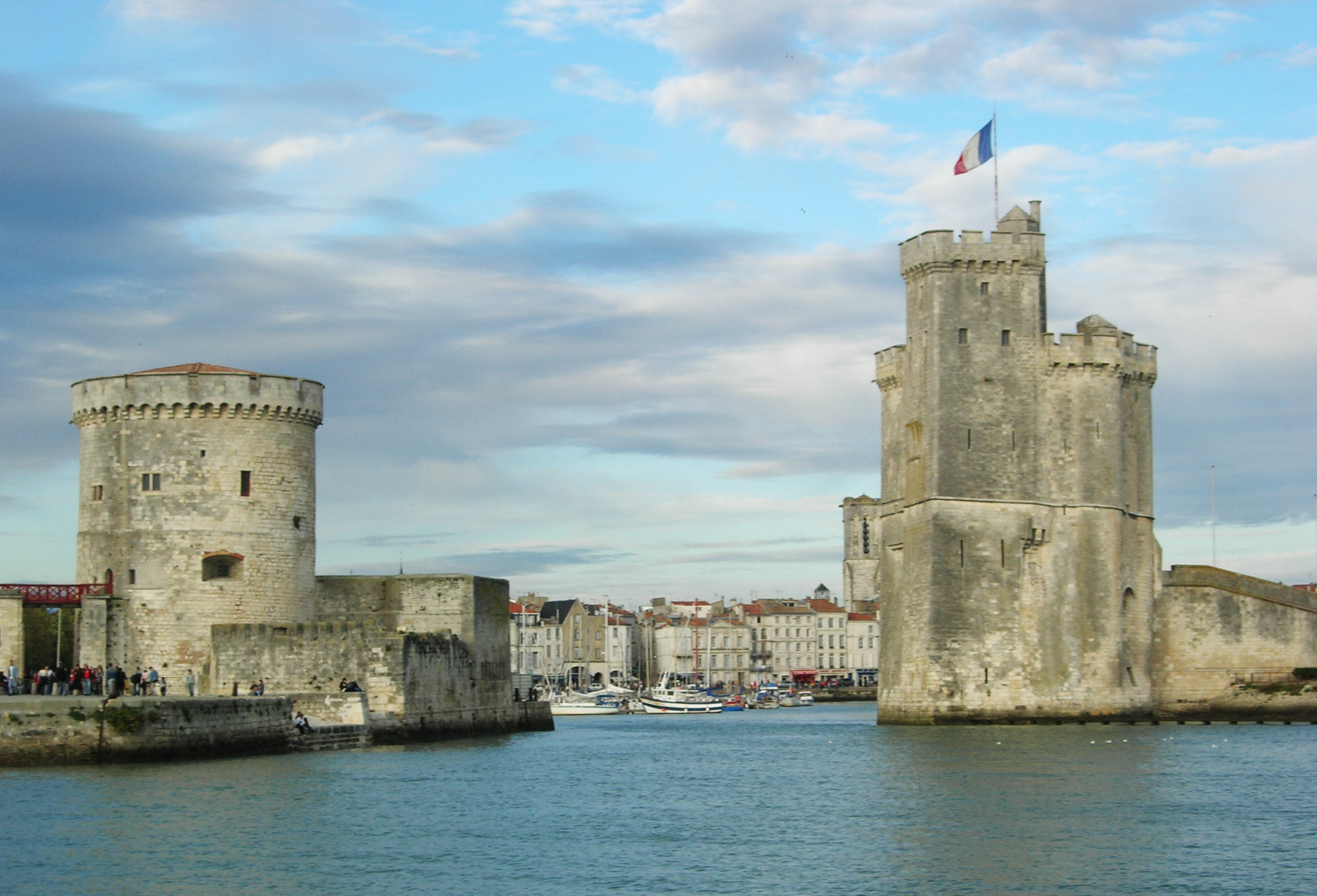
La Rochelle
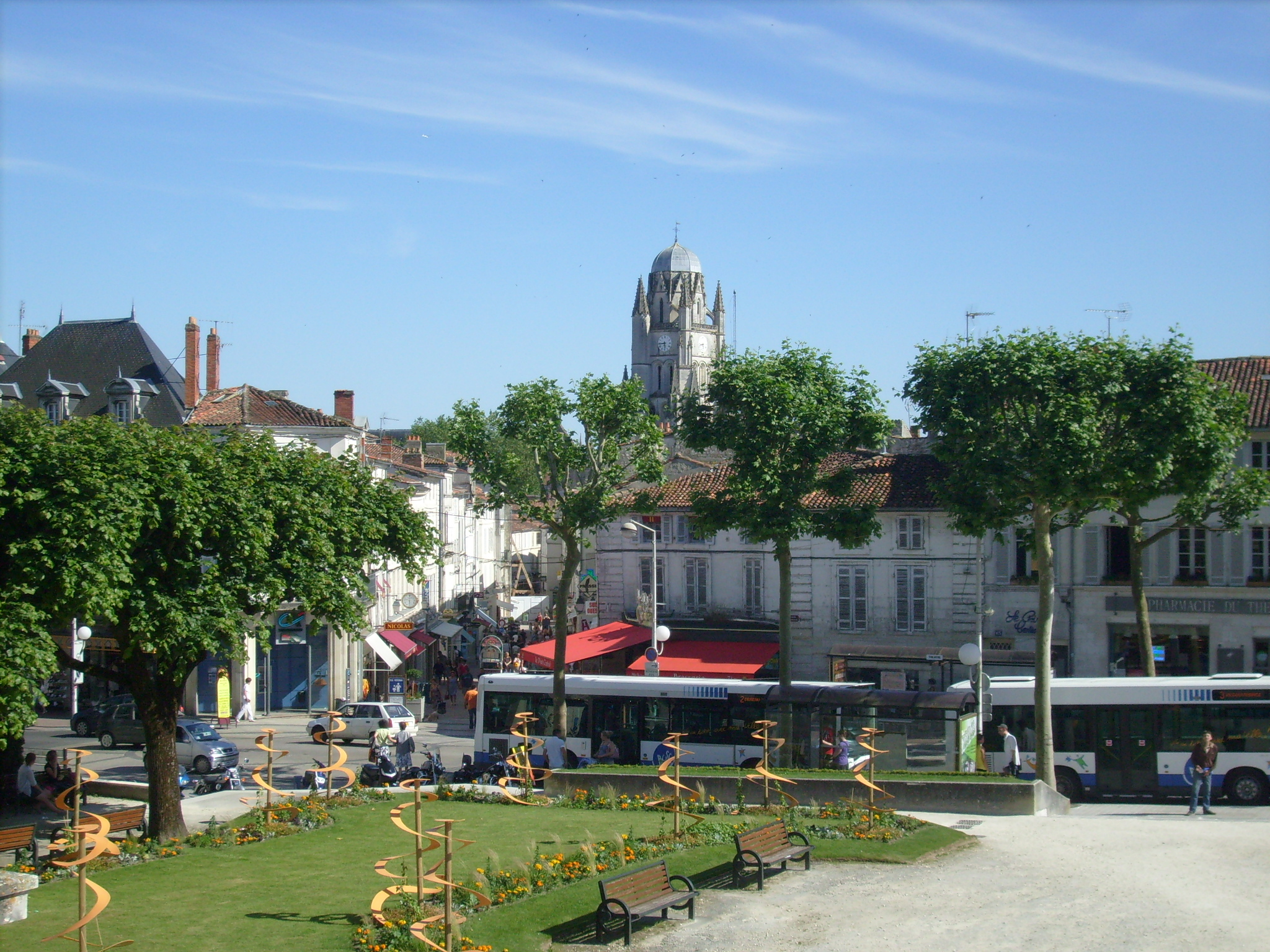
Saintes
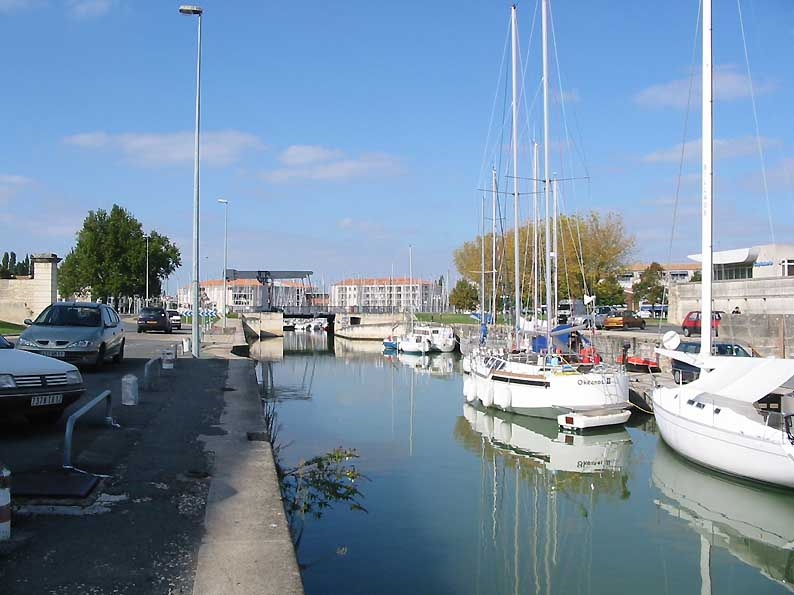
Rochefort
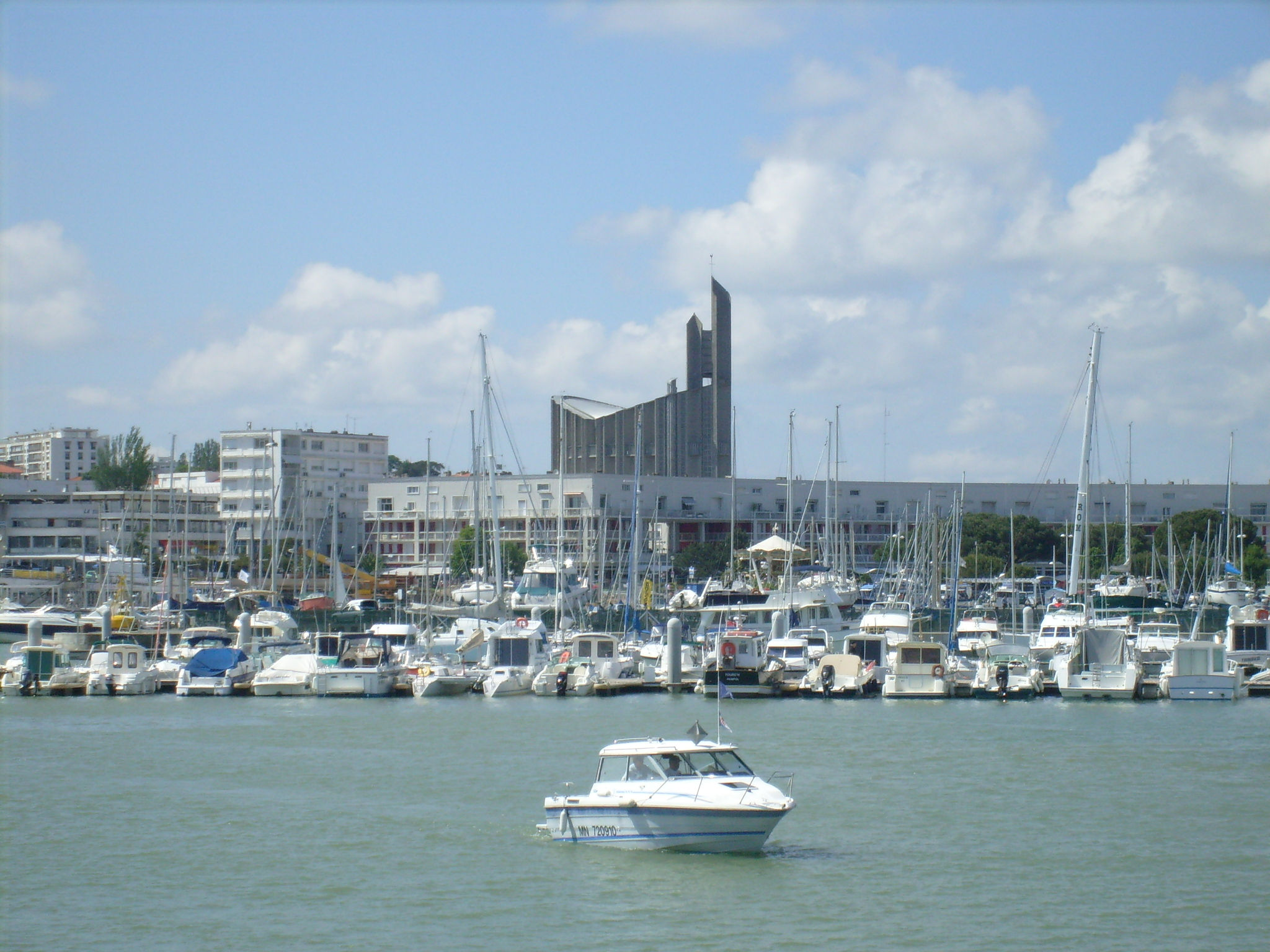
Royan